# Bulbul de Cabanis
Phyllastrephus cabanisi
Espèce
Statut de conservation UICN

 LC  : Préoccupation mineure
Le Bulbul de Cabanis (Phyllastrephus cabanisi) est une espèce de passereaux de la famille des Pycnonotidae.

## Répartition
Il se trouve en Angola, Burundi, République démocratique du Congo, Kenya, Malawi, Mozambique, Ouganda, Rwanda, Soudan, Tanzanie et Zambie.

## Habitat
Son habitat naturel est les forêts sèches subtropicales ou tropicales ainsi que les savanes humides et les montagnes humides subtropicales ou tropicales.

## Sous-espèces
Cet oiseau est représenté par trois sous-espèces :
- Phyllastrephus cabanisi cabanisi (Sharpe) 1882
- Phyllastrephus cabanisi placidus (Shelley) 1889
- Phyllastrephus cabanisi sucosus Reichenow 1903

## Systématique
Il est considéré par certains ornithologistes comme une sous-espèce du Bulbul de Fischer, Phyllastrephus fischeri.